# Яннік Реньє
Янні́к Реньє́ (фр. Yannick Renier; нар. 29 березня 1975, Брюссель, Бельгія) — бельгійський актор.

## Життєпис
Яннік Реньє народився 29 березня 1975 року у Брюсселі. Він є старшим зведеним братом актора Жеремі Реньє.
Зацікавившись театром під час навчання в коледжі, актор брав участь у постановках любительської трупи. Потім в Королівській консерваторії Брюсселю навчався драматургії.
Свою професійну акторську кар'єру Яннік Реньє почав у 1995 році в театрі, з'являвся у багатьох сценічних постановках як класичної, так і сучасної драматургії. Першою роботою в театрі стала роль у п'єсі 1995 року «Суд над Оскаром Уайльдом» (фр. Le procès d'Oscar Wilde) автора сценарію і режисера Бернара Муффа. Потім впродовж майже десяти років грав у виставах, більшість у постановці Фредеріка Дюссенна. Акторський дебют Реньє на великому екрані відбувся в короткометражних фільмах «Портрет» (фр. Le Portrait) і «Поза увагою» (фр. Loin des yeux). Першою повнометражною роботою актора в кіно став фільм 2004 року «Монтіньї» (фр. Miss Montigny).
Широка популярність у Бельгії прийшла до Янніка Реньє у 2006 році з роллю Г'юго в першій серії телевізійної драми «Сьоме небо Бельгії» (Septième Ciel Belgique). Наступного року разом а акторкою Ізабель Юппер і братом Жеремі Реньє Яннік зіграв одного з близнюків у стрічці Жоакіма Лафосса «Приватна власність». Фільм номінувався на Золотого лева на Венеційському кінофестивалі 2006 року. У 2007 році Яннік разом з Луї Гаррелем, Людівін Саньє, Клотильдою Есме і К'ярою Мастроянні знявся в ролі Гвенделя, коханця Аліси в музичному фільмі Крістофа Оноре «Усі пісні лише про кохання».
У 2010 році він Яннік Реньє зіграв у парі з Лаурою Смет у фільмі «Полін і Франсуа» режисера Рено Фелі.

## Фільмографія (вибіркова)
Загалом Яннік Реньє зіграв ролі у понад 30-ти кіно-, телефільмах та серіалах.

| Рік  |    | Українська назва                                      | Оригінальна назва                                         | Роль                   |
| ---- | -- | ----------------------------------------------------- | --------------------------------------------------------- | ---------------------- |
| 2001 | ф  | Портрет                                               | Un portrait                                               | Матьє                  |
| 2002 | кф | Проститутка                                           | Une fille de joie                                         |                        |
| 2004 | кф | Поза увагою                                           | Loin des yeux                                             |                        |
| 2005 | ф  | Монтіньї                                              | Miss Montigny                                             | Паоло                  |
| 2005 | с  | Сьоме небо Бельгії                                    | Septième ciel Belgique                                    | Г'юго                  |
| 2006 | ф  | Приватна власність                                    | Nue propriété                                             | Франсуа                |
| 2007 | ф  | Усі пісні лише про кохання                            | Les chansons d'amour                                      | Гвендаль               |
| 2007 | кф | 10 обговорюваних фільмів                              | Dix films pour en parler                                  |                        |
| 2008 | ф  | Винна                                                 | Coupable                                                  | Брат Люсьєн            |
| 2008 | ф  | Приватні уроки                                        | Élève libre                                               | Дідьє                  |
| 2008 | тф | Народжені в 68-му                                     | Nés en 68                                                 | Ів                     |
| 2009 | ф  | Ласкаво просимо                                       | Welcome                                                   | Ален                   |
| 2009 | с  | Століття Мопассана. Повести і оповідання XIX століття | Au siècle de Maupassant: Contes et nouvelles du XIXème si | Шарль Верна            |
| 2009 | кф | Знімок                                                | Snapshot                                                  |                        |
| 2009 | ф  | Маленька зона турбулентності                          | Une petite zone de turbulences                            | Олів'є                 |
| 2009 | ф  | Точно на південь                                      | Plein sud                                                 | Сам                    |
| 2009 | ф  | Сімейне дерево                                        | L'arbre et la forêt                                       | Ремі                   |
| 2010 | ф  | Полін і Франсуа                                       | Pauline et François                                       | Франсуа                |
| 2010 | ф  | Маленький світ                                        | Je n'ai rien oublié                                       | Філіп                  |
| 2011 | ф  | Рано вранці                                           | De bon matin                                              | Фабріс                 |
| 2011 | ф  | Усі наші бажання                                      | Toutes nos envies                                         | Крістоф                |
| 2012 | тф | Часи любові                                           | Climats                                                   | Філіп Марцена          |
| 2012 | ф  | Після кохання                                         | À perdre la raison                                        | радіолог               |
| 2015 | ф  | Замок з піску                                         | Les châteaux de sable                                     | Самуель                |
| 2015 | ф  | Білі лицарі                                           | Les chevaliers blancs                                     | Кріс Лоран             |
| 2015 | кф | За взаємною згодою                                    | Par consentement mutuel                                   | Том                    |
| 2016 | ф  | Тепер і відразу                                       | Tout de suite maintenant                                  | Ван Страттен           |
| 2016 | ф  | Друг (Франциск Ассізький і його брати)                | L'ami (François d'Assise et ses frères)                   |                        |
| 2017 | ф  | Пацієнти                                              | Patients                                                  | Франсуа, фізіотерапевт |

## Визнання
| Рік              | Категорія                     | Фільм          | Результат |
| ---------------- | ----------------------------- | -------------- | --------- |
| Премія «Магрітт» |                               |                |           |
| 2011             | Найкращий актор другого плану | Приватні уроки | Номінація |